# 믄타와이긴꼬리자이언트쥐
믄타와이긴꼬리자이언트쥐(Leopoldamys siporanus)는 쥐과에 속하는 설치류의 일종이다. 인도네시아 수마트라섬 서부 연안 믄타와이 제도의 토착종이다. 자연 서식지는 아열대 또는 열대 기후 지역의 건조림이다. 서식지 감소로 위협을 받고 있다.